# Aoi sekai no chūshin de
Aoi sekai no chūshin de (蒼い世界の中心で? lett. "Nel centro del mondo blu") è un manga fantasy scritto da Anastasia Shestakova e disegnato da Crimson. Il manga è stato adattato in una serie televisiva anime prodotta da 5th Avenue ed iniziata il 20 ottobre 2012.

## Trama
Una parodia della guerra fra console, la serie racconta la storia di due nazioni, il Regno di Segua e l'Impero Ninteldo, impantanati in un'infinita guerra per il dominio sul mondo di Consume. Dopo anni di guerra, il Regno di Segua sta soccombendo, finché non compare un ragazzino di nome Gear che potrà cambiare le sorti della guerra grazie alla sua incredibile velocità.

## Personaggi

### Regno di Segua
Gear (ギア?, Gia)
Gear è un ragazzo del Villaggio Marcthree, dotato di capelli e occhi blu cobalto e di un'incredibile velocità, tanto da rompere il muro del suono e raggiungere istantaneamente i diecimila Mach. Inizialmente indossa solamente dei pantaloncini per il suo uso costante della velocità, ma più avanti (e nell'anime) indossa una maglietta blu. Quando era piccolo, suo padre, il generale Alex, il più forte Killer di Segua, lo lasciò per combattere la guerra, vivendo in pace con i fratelli adottivi Nel e Til. Dopo la morte di Til per mano di alcuni soldati di Ninteldo decide di unirsi all'esercito di Segua al fine di ottenere vendetta. Dopo essere riuscito a conquistare da solo la fortezza Hope viene conosciuto con il nome di "Blue Sonic" in tutta Consume. È basato su Sonic the Hedgehog, protagonista dell'omonima serie nonché mascotte di SEGA, mentre il suo nome sulla console Game Gear. Doppiato da Nobuhiko Okamoto.
Nel (ネル?, Neru)
Nel è una ragazza con capelli viola, occhi azzurri e orecchie a punta, amica d'infanzia e sorella minore adottiva di Gear. Dopo il massacro del Villaggio Marcthree decide di seguire Gear nel suo viaggio contro l'Impero Ninteldo. È piuttosto timida con la maggior parte delle persone, ma adora leggere e scrivere ed è molto intelligente. Viene rivelato che è una Killer e il suo potere, Online, le permette di connettersi con persone lontane: un riferimento ai giochi multiplayer e sulla loro utilità in futuro. È basata su Nei, co-protagonista di Phantasy Star II. Doppiata da Suzuko Mimori.
Til (ティル?, Tiru)
Til è un ragazzino dai capelli biondi e gli occhi blu. Divenne grande amico di Gear tanto da considerarlo un fratello maggiore insieme a Nel, ma venne in seguito ucciso da alcuni soldati di Ninteldo, cosa che porterà Gear a iniziare un viaggio per vendicarlo. È basato su Tails, personaggio della serie Sonic. Doppiato da Kouki Uchiyama.
Opal (オパール?, Opāru)
Opal è una ragazza con capelli violetti e occhi viola. È un'abilissima arciere nonché la seconda più forte nell'esercito di Segua, vantandosi di non mancare mai con le sue frecce. Inizialmente ostile a Gear in quanto non lo ritiene adatto nella guerra contro Ninteldo, inizierà a innamorarsi di lui dopo che gli mostra la sua vera natura e la forza. In seguito si scopre che è una Killer e che è in grado di sparare energia dalle dita. È basata su Opa-Opa, protagonista di Fantasy Zone. Doppiata da Izumi Kitta.
Ramses (ラムセス?, Ramusesu)
Ramses è una donna dai lunghi capelli rosa ed è il generale dell'esercito di Segua. Si è dimostrata un leader calmo e collettivo che ha a cuore i suoi uomini e di voler vincere la guerra. I suoi poteri si basano sul videogioco Columns: è in grado di immagazzinare energia vitale nelle gemme, da qui il suo hobby di collezionare gioielli. Doppiata da Yukiko Monden.
Harris (ハリス?, Harisu)
Harris è il comandante delle difese del Regno di Segua, un uomo di enorme statura che brandisce un pilastro come arma e considerato il guerriero più forte nell'esercito almeno fino all'arrivo di Gear, che lo sconfigge nonostante la differenza di stazza. È basato su Space Harrier, il primo videogioco arcade a 16 bit di SEGA. Doppiato da Teruyuki Tanzawa.
Tejirof (テジロフ?, Tejirofu)
Tejirof è un mercenario dell'isola di Lorgue che una volta era il maestro di Ramses presso l'Accademia magica Puzzle (e forse anche qualcos'altro), e che su sua richiesta divennta il mentore della squadra formata da Gear, Nel e Opal. Pur apparendo arrogante e con la tendenza a fare varie barzellette perverse si dimostra molto gentile. Combatte usando un bastone e i suoi poteri si basano sul videogioco Tetris, in grado di creare barriere magiche. Ha come compagnia una piccola scimmia che prende in simpatia Nel (le scimmie sono un tema importante nelle versioni SEGA di Tetris come Dekaris). Doppiato da Hiro Shimono.
Alex (アレックス?, Arekkusu)
Il padre di Gear e generale dell'esercito di Segua, di cui è considerato il Killer più forte. Costretto a lasciare il figlio per combattere nella guerra contro Ninteldo, viene fatto prigioniero e torturato nella fortezza Hope. Liberato da Gear ma ormai debilitato per poter continuare a combattere, Alex decide di far assorbire la propria forza al figlio a scapito della sua vita. È basato su Alex the Kidd, protagonista dell'omonima serie e precedente mascotte di SEGA dopo Sonic: il passaggio di forza tra Alex e Gear, infatti, è un riferimento al passaggio di ruolo delle due mascotte nell'azienda. Doppiato da Rikiya Koyama.
Stella (ステラ?, Sutera)
La madre di Gear e la moglie del generale Alex. Rimasta gravemente ferita insieme al marito in una missione, decise di farsi assorbire da lui in modo da salvargli la vita. Doppiata da Kyoko Higami.
Satanna Itsuna Segua (サターナ・イツナ・セグア?, Satāna Itsuna Segua)
La quinta regina del Regno di Segua.
Sakira (サキラ?)
Il capitano della guardia reale di Satanna.
Gadra (ガドラ?, Gadora)
Il precedente re del Regno di Segua e il padre di Satanna.

### Impero Ninteldo
Marcus (マルクス?, Marukusu)
Marcus è l'imperatore di Ninteldo che ha contribuito a ottenere il controllo del 90% di Consume. Le sue caratteristiche evidenti sono i suoi grossi baffi, una M sulla fronte, un mantello rosso e una super forza; a volte cavalca un dinosauro verde di nome Yozu. Il suo hobby è collezionare monete. È basato su Mario, protagonista dell'omonima serie e mascotte di Nintendo, mentre Yozu su Yoshi, grande amico di Mario. Doppiato da Atsushi Ono.
Zelig (ゼリグ?, Zerige)
Zelig è uno tra i più forti soldati dell'Impero Ninteldo, ha i capelli biondi racchiusi in una coda di cavallo e occhi blu; è un formidabile spadaccino e genio tattico, conosciuto come "L'uomo che risolve qualunque mistero", ma anche folle e brutale con un amore nel combattere e uccidere gli altri. È basato su Link, protagonista della serie The Legend of Zelda: i suoi vestiti sono di colore verde, la sua spada è simile alla Spada suprema, con cui è in grado di sparare raggi, e la collana che indossa ricorda il simbolo della Triforza. Doppiato da Takehito Koyasu.
Guliji (グリージ?, Guriji)
Guliji è il comandante dell'esercito di Ninteldo nonché fratello minore di Marcus. Guliji è simile al fratello ma ha il mantello verde, una L sulla fronte e dei baffetti. Diventa furioso quando le persone lo comparano a Marcus, sviluppando un complesso nei riguardi di quest'ultimo. È basato su Luigi, personaggio della serie Mario nonché fratello del protagonista. Doppiato da Sho Karino.
Fare (ファーエ?, Fāe)
Fare è una tra i più forti soldati dell'Impero Ninteldo. È una donna calma e composta che combatte a cavallo di un drago. I suoi poteri si basano sulla serie Fire Emblem. Doppiata da Yuri Hirata.
Masa (マーサ?, Māsa)
Masa è uno tra i più forti soldati dell'Impero Ninteldo. È una ragazzina a cui piace cantare e la cucina della madre, la quale, poco prima di morire, le disse di non piangere fino alla fine; crede, inoltre, che sua madre sia ancora viva. I suoi poteri si basano su EarthBound 2.
Carvai (カーヴァイ?, Kavai)
Carvai è una tra i più forti soldati dell'Impero Ninteldo. È una ragazzina allegra e frizzante dai capelli e occhi rosa, così come gran parte del suo equipaggiamento, e indossa degli orecchini a stella gialli; le piace molto mangiare, soprattutto i pomodori. Nata nell'HAL Laboratory come un esperimento, si affezionò molto a Rarara, la quale la vedeva come una figlia, ma che fu costretta a lasciarla quando il progetto venne abbandonato e Carvai rimase rinchiusa nel laboratorio. Venne in seguito trovata da Zelig che, dopo averne testato la forza, la fece entrare nell'esercito di Ninteldo; da quel momento Carvai vede Zelig come un fratello, nonostante il suo carattere. Quando decide di aiutare Gear e il Regno di Segua insieme a Saroid, Carvai ha modo di rincontrare Rarara. È basata su Kirby, protagonista dell'omonima serie, in quanto è capace di ottenere i poteri dei suoi avversari; utilizza anche un martello, rimando a King Dedede. Doppiata da Nami Miyanaga.
Saroid (サーロイド?, Sāroido)
Saroid è una tra i più forti soldati dell'Impero Ninteldo. È basata su Samus Aran, protagonista della serie Metroid.
Foster (フォスタ?, Fosuta)
Foster è uno tra i più forti soldati dell'Impero Ninteldo. Riuscì a saldare tutti i debiti ereditati dal padre, per poi unirsi nell'esercito e seguendo un addestramento per il combattimento facente uso dello spazio tridimensionale, venendo definito un genio nel combattimento omnidirezionale. È basato su Fox McCloud, protagonista della serie Star Fox.
Pirika (ピカチュウ?)
Pirika è una tra i più forti soldati dell'Impero Ninteldo. È una bambina prevalentemente vestita di giallo, con capelli biondi disordinati e occhi gialli e neri, e in grado di controllare l'elettricità. È la più giovane dei 150 Pocket Monk residenti a Kusamura, una regione a sud di Ninteldo. Inizialmente energica e coraggiosa, protesse insieme ai suoi fratelli la sua casa finché non vennero catturati tutti (escluso Miu, il 151) per poi essere uccisi dai gas velenosi. Pirika assorbì tutto ciò che rimaneva dei Pocket Monk rimanendo l'unica sopravvissuta insieme a Miu. In seguito decise di unirsi all'esercito di Ninteldo. È basata su Pikachu, mascotte della serie Pokémon.
Doll Digorg (ドル・ディゴルグ?, Doru Digorugu)
Il precedente generale di Ninteldo, noto per avere una forza straordinaria. All'epoca era il Killer più forte di Ninteldo ed era anche l'obiettivo di Marcus, ma i suoi poteri furono assorbiti da una copia dei Pirati illegali per poi venire ucciso. È basato su Donkey Kong, protagonista dell'omonima serie.
Digorg Jr. (ディゴルグ・ジュニア?, Digorugu Junia)
Il figlio di Doll Digorg, che cercò di vendicare il padre contro i Pirati illegali, ma finendo anche lui per farsi assorbire i poteri e uccidere. È basato su Donkey Kong Jr..

### Pirati illegali
Falso Digorg (偽ディゴルグ?, Nise Digorugu)
Il capo di una banda di pirati che ha assorbito i poteri di Doll Digorg, operando sotto l'apparenza di soldati di Ninteldo. Si scoprirà, infatti, che furono loro gli artefici del massacro del Villaggio Marcthree.

### Regno di Slovia
Crystal (クリスタル?, Kurisutaru)
Crystal è la regina suprema del regno di Slovia. È basata sui cristalli della serie Final Fantasy. Doppiata da Kyoko Narumi.

### Repubblica di Havid
Kichou Kazuo (キチョウ カズオ?, Kichō Kazuo)
Kazuo è un eccellente spadaccino ma è anche il presidente di una compagnia ferroviaria. È intelligente, anche se gli piacciono le gag volgari. Indossa un trucco in stile kumadori ma senza la cipria, pensando sia fantastico. Doppiato da Shunsuke Sakai.

### Tetrand
Lee Baser (イ・ベイザー?, I Beizā)
Un leggendario invasore che un tempo invase il continente di Consume. Anche se col tempo la sua forza è diminuita, vanta ancora un tale potere che un suo semplice colpo può essere considerato una mossa speciale. Doppiato da Ryuzaburo Otomo.
Bays Bull (ベイズ・ブル?, Beizu Buru)
Il guerriero più forte di Tatrand. Gli piacciono i dolci in generale, in particolare le caramelle - soprattutto quelle gialle - che lo rendono più motivato. In passato cercò di salvare la sua amata rapita usando un'arte segreta chiamata "Maledizione del drago" e acquisendo un potere proibito, ma quando arrivò ella era già morta. Forse per un senso di effimeralità, tiene sempre una cannuccia in bocca per soffiare bolle di sapone, cosa che gli fa nascondere i suoi denti affilati. È basato su Bub e Bob della serie Bubble Bobble. Doppiato da Kota Ohshita.
Boys Bull (ボーイズ・ブル?, Bōizu Buru)
Il fratello minore di Bays. È più bellicoso del fratello maggiore, ma la sua forza di combattimento è inferiore; risulta piuttosto ferrato nella tortura. Come Bays, anche l'amata di Boys venne rapita, e da quel momento iniziò a bere venendo conosciuto come "L'ubriacone". Dopo aver rivelato che era lui a occuparsi dell'interrogatorio del generale Alex, finisce per essere sconfitto facilmente da Gear. Doppiato da Yoshitetsu Tsushima.
D. Fisher (D.フィッシャー?, D. Fisshā)
D. Fisher è un gigantesco guerriero e subordinato di Lee Baser. Tramite il suo potere, Force Field, è in grado di proteggersi seppur da un solo attacco per volta. È basato sul videogioco Darius: la versione arcade aveva un'esclusiva configurazione della vetrina a tre schermi, in riferimento al fatto che D. Fisher è tre volte più ampio del normale. Durante l'assedio della fortezza Hope viene sconfitto da Opal. Doppiato da Hiroki Yasumoto.

### Federazione di Ganp
Tofig (トフィグ?, Tofigu)
Tofig è un'artista marziale dagli occhi e capelli rossi, la cui forza le permette di spaccare il terreno con un pugno. È basata su Akuma della serie Street Fighter. Doppiata da Hiromu Nozaki.

### Repubblica di Elil
Myomuto (ミョムト＝ユーティ?)
Moyomuto è un Killer nonché l'eroe della Repubblica di Elil. È anche uno strumentista di prim'ordine, in particolare con il flauto e la lira, e ha tenuto diversi concerti, ed è talmente popolare che le persone fanno la fila tutta la notte per i biglietti. Inoltre, la musica stessa può essere usata in battaglia, potendo infliggere danni, recuperare salute o attivare l'attività delle particelle vitali. È fondamentalmente taciturno e di solito dice solo "sì" o "no". La ragione di ciò è la sua aura terrificante, costringendo le persone a porgli domande cui è possibile rispondere con "sì" o "no". È basato sull'eroe di Dragon Quest III, mentre il suo aspetto e il suo nome sono basati su Shigeru Miyamoto, il character designer di molti dei personaggi di Nintendo come Mario (suggerito dal fatto che anche Marcus eviterebbe di combatterlo). Doppiato da Kengo Kawanishi.

## Episodi
| Nº | Titolo italiano           | In onda         | In onda |
| Nº | Titolo italiano           | Giapponese      |         |
| 1  | La dura guerra di Consume | 20 ottobre 2012 |         |
| 2  | Killer                    | 3 gennaio 2013  |         |
| 3  | Lost Star & KID           | 4 aprile 2013   |         |